# (3605) Davy
(3605) Davy est un astéroïde de la ceinture principale découvert le 28 novembre 1932 à Uccle par l'astronome belge Eugène Joseph Delporte.

## Historique
Sa désignation provisoire, lors de sa découverte le 28 novembre 1932, était 1932 WB.
Nommé en l'honneur de Davy De Winter, fils de l'administratrice de l'Observatoire royal de Belgique, Mme Asselberghs.  (M 14029). Nom proposé par G. Roland.